# 布盧拉皮茲 (堪薩斯州)
布盧拉皮茲（英語：Blue Rapids）是一個位於美國堪薩斯州馬歇爾縣的城市。

## 地方資料
根據2020年美國人口普查的數據，布盧拉皮茲的面積為5.19平方千米，當中陸地面積為5.14平方千米，而水域面積為0.05平方千米。當地共有人口928人，而人口密度為每平方千米178.81人。